# Herb gminy Hrubieszów
Herb gminy Hrubieszów – symbol gminy Hrubieszów.

## Wygląd i symbolika
Herb przedstawia na tarczy dwudzielnej niesymetrycznie w pas (pole górne, zajmujące nieco powyżej połowy wysokości tarczy, barwy czerwonej, pole dolne barwy zielonej) godło w postaci 35 złotych wycinków koła, nawiązujących do sołectw gminy (dziś jest ich 36), ułożonych wokół centralnie położonego białego koła, w którym znajduje się głowa jelenia z dwoma krzyżami między rogami (symbol z herbu Hrubieszowa). Przy obydwu brzegach tarczy przedstawiono po stylizowanym złotym kłosie, symbolizujące rolniczy charakter gminy. W głowicy tarczy symetrycznie załamana wstęga srebrna z datą „1973”, nawiązującą do daty utworzenia gminy.